# Shockley-Queisser-Grenze
Die Shockley-Queisser-Grenze, auch Shockley-Queisser-Limit, gibt in der Festkörperphysik eine Obergrenze für den Wirkungsgrad, mit dem Solarzellen Sonnenlicht in elektrische Energie umwandeln können, an. William B. Shockley und Hans-Joachim Queisser betrachteten 1961 Absorption und Remission von Photonen, um daraus die Grenze abzuleiten. Das Besondere hierbei ist die rein thermodynamische Betrachtungsweise und die Idealisierung aller beteiligter Körper als Schwarze Strahlungskörper.

## Beschreibung

Shockley-Queisser-Grenze für maximalen Wirkungsgrad einer Solarzelle als Funktion der Bandlücke

Nutzbare elektrische Energie einer Solarzelle in der schwarzen Fläche, welche unterhalb der Shockley-Queisser-Grenze liegt. Darüber die verschiedenen Verlustanteile in Farben in einer Solarzelle als Funktion der Bandlücke

In einer Solarzelle wird Licht in elektrische Energie umgewandelt, indem das Licht Elektronen aus dem Valenzband in das Leitungsband anregt. Hierbei gibt es zwei entscheidende Verlustmechanismen. Zum einen ist dies der Fakt, dass ein in das Leitungsband gehobenes Elektron maximal die Bandlückenenergie als nutzbare Energie abgeben kann, unabhängig davon, wie stark es vom einfallenden Licht angeregt wurde. Darüber hinaus muss in Betracht gezogen werden, dass auch die Solarzelle selber eine bestimmte endliche Temperatur besitzt und somit durch die von ihr abgestrahlte Schwarzkörperstrahlung in Form von strahlender Rekombination Energie abgibt.
Die folgenden Überlegungen gelten für den Fall einer Zelle mit einem einzelnen pn-Übergang. Mit Mehrfachsolarzellen, in denen mehrere pn-Übergänge mit verschiedenen Bandlücken kombiniert sind, können auch höhere Wirkungsgrade erreicht werden.

### Spektrale Verluste
Entscheidend für die Energie, die man pro angeregtem Elektron gewinnen kann, ist dabei die Größe der Bandlücke {\displaystyle E_{\mathrm {g} }} des Halbleiters. Unabhängig davon, wie weit das Elektron über die untere Kante des Leitungsbandes angeregt wird, erhält man pro Elektron maximal die Energie der Bandlücke als elektrische Energie. Der Rest geht in thermischer Relaxation als Phononen an den Halbleiter verloren. Bei der elektrischen Leistung, die man aus allen angeregten Elektronen gewinnt, muss man berücksichtigen, dass bei einer kleinen Bandlücke mehr Elektronen erzeugt werden. Bei einer großen Bandlücke hat jedes einzelne Elektron dafür mehr Energie. Es muss daher ein Kompromiss aus folgenden Grenzfällen gefunden werden:
- Große Bandlücke: Nur energiereiches Licht (blaues und ultraviolettes Licht) kann Elektron-Loch-Paare erzeugen, da längere Wellenlängen nicht absorbiert werden. Wegen der großen Bandlücke besitzt jedes Elektron eine hohe Energie.
- Kleine Bandlücke: Auch langwelliges Licht kann Elektronen anregen, so dass insgesamt viele Elektronen ins Leitungsband angeregt werden. Diese verlieren jedoch durch Stoßprozesse mit dem Kristallgitter (Phononenanregung) innerhalb weniger hundert Femtosekunden einen Teil ihrer Energie, bis sie nur noch die Energie der Bandlücke besitzen.

Ultimative Grenze und Shockley-Queisser-Grenze. Hierbei wurden idealisierte schwarze Körper für die Sonne (6000 K) und die Solarzelle (300 K) angenommen.

Die Energie in der elektromagnetischen (Sonnen-)Strahlung ist aus der Energie eines einzelnen Photons {\displaystyle h\nu } und der gesamten Anzahl der Photonen {\displaystyle f(\nu )} der Frequenz {\displaystyle \nu }, d. h. dem Spektrum, gegeben.
{\displaystyle E_{\mathrm {Strahlung} }=\int \limits _{0}^{\infty }h\nu \cdot f(\nu )\,\mathrm {d} \nu }
Da nur die Photonen, deren Frequenz höher als {\displaystyle E_{\mathrm {g} }/h} ist, absorbiert werden und jedes ein Elektron erzeugt, das nach seinen Relaxationsprozessen eine Energie von {\displaystyle E_{\mathrm {g} }} besitzt, ergibt sich die elektrische Energie der Elektronen insgesamt zu
{\displaystyle E_{\mathrm {Elektronen} }=E_{\mathrm {g} }\int \limits _{E_{\mathrm {g} }/h}^{\infty }f(\nu )\,\mathrm {d} \nu }
Der hieraus resultierende Wirkungsgrad aus dem Verhältnis von {\displaystyle E_{\mathrm {Elektronen} }} zu {\displaystyle E_{\mathrm {Strahlung} }}wird „ultimatives Wirkungsgradlimit“ genannt und beschreibt den maximalen Wirkungsgrad einer Solarzelle bei 0 K, die somit keine eigene Strahlung emittiert. Der Wert hängt entscheidend von der Bandlücke {\displaystyle E_{\mathrm {g} }} und dem Spektrum {\displaystyle f(\nu )} ab. Die nebenstehende orange Kurve beschreibt den Verlauf des ultimativen Limits als Funktion der Bandlücke des Halbleiters. Hierfür wurde kein Sonnenspektrum benutzt, sondern das Schwarzkörperspektrum eines 6000 K heißen Körpers, was der Oberflächentemperatur der Sonne entspricht. Das Maximum von ca. 44 % ist bei einer Bandlücke von ca. 1,1 eV zu finden.

### Rekombinationsverluste

Skizze aller Strahlungen, die an der Shockley-Queisser-Grenze beteiligt sind. Eingehende Strahlungen sind die der Sonne (Abnahme der Intensität gegenüber der Strahlungsdichte auf der Sonnenoberfläche) und der Umgebung. Ausgehende Strahlung ist nur diejenige der Solarzelle an die Umgebung (verstärktes Spektrum, da durch Spannung exponentiell mehr freie Ladungsträger vorliegen)

Alle Strahlungsspektren, die zur Berechnung der Shockley-Queisser-Grenze notwendig sind. Zu beachten hierbei ist, dass diese jedoch nur bis zur Bandlückenenergie des verwendeten Halbleitermaterials der Solarzelle genutzt (grün) bzw. abgegeben (rot) werden.

Da die Solarzelle bei einer endlichen Temperatur betrieben wird, gibt sie selbst Schwarzkörperstrahlung an die Umgebung ab. Üblich für einen schwarzen Strahler ist, dass dieser dieselbe Strahlung aufnimmt, wie er auch abgibt, sofern der Strahler selbst und seine Umgebung dieselbe Temperatur haben, wie dies auch für die Solarzelle in erster Näherung der Fall ist. Allerdings liegt aufgrund der anliegenden Spannung in der Solarzelle deren Strahlungsleistung weit über der eines herkömmlichen schwarzen Strahlers (und somit über der der Umgebung), da mit steigender Spannung exponentiell mehr freie Ladungsträger vorhanden sind, die rekombinieren und somit zum charakteristischen Schwarzkörperspektrum beitragen können. Diese intrinsische strahlende Rekombination der Elektronen geschieht jedoch nur bei Energien oberhalb der Bandlücke, da Übergänge unterhalb der Bandlücke aufgrund der nicht vorhandenen elektronischen Zustände nicht möglich sind.

### Gesamtbetrachtung
Um nun den theoretisch maximalen Wirkungsgrad einer Solarzelle bei endlicher Temperatur zu finden, müssen alle beschriebenen Effekte überlagert betrachtet werden. In der nebenstehenden Skizze sind alle beteiligten Strahlungen mit deren Quellen und Empfängern dargestellt.
1. Strahlung der Sonne (6000 K, keine Spannung) auf die Solarzelle (dunkelgrün): Das Schwarzkörperspektrum auf der Oberfläche der Sonne hat sein Maximum im sichtbaren Bereich bei ca. 500 nm bei einer Strahlungsleistung von ca. 105 W/(m²·nm). Diese Strahlungsdichte gilt jedoch nur direkt auf der Oberfläche der Sonne. Für entfernte Objekte (wie beispielsweise die Solarzelle auf der Erde) nimmt die Strahlungsdichte quadratisch mit dem Radius ab, da die Sonne nicht nur auf die Solarzelle strahlt, sondern in alle Raumrichtungen abstrahlt. In nebenstehender Skizze ist dies durch die Pfeile in mehrere Richtungen angedeutet. Dieser Effekt macht einen Faktor von {\displaystyle {\frac {r_{\text{Sonne}}}{AU}}\approx 2\cdot 10^{-5}} aus, um diesen die ankommende Strahlungsleistung gegenüber der ausgesandten gesenkt wurde. Dieses Verhältnis aus dem Sonnenradius und der Entfernung der Erde zur Sonne (Astronomische Einheit {\displaystyle AU}) multipliziert mit dem Vollwinkel von 360° wird auch als Öffnungswinkel bezeichnet.
2. Strahlung der Umgebung (300 K, keine Spannung) auf die Solarzelle (hellgrün): Auch die (irdische) Umgebung bestrahlt die Solarzelle mit einer bestimmten Strahlungsleistung. Diese liegt jedoch aufgrund der kleineren Temperatur gemäß dem wienschen Verschiebungsgesetz bei längeren Wellenlängen als die der Sonne und ist auch bei weitem nicht so strahlungsintensiv. (plancksches Strahlungsgesetz)
3. Abstrahlung der Solarzelle (300 K, Spannung vorhanden) an die Umgebung (rot): Da die Solarzelle selbst auch eine endliche Temperatur besitzt (hier mit 300 K angenommen), strahlt auch diese an die Umgebung ab. Ihr Maximum liegt bei derselben Wellenlänge wie die der Umgebungsstrahlung, da sie dieselbe Temperatur besitzt. Allerdings ist das Spektrum um ca. 17 Größenordnungen in dessen Intensität gegenüber dem herkömmlichen Schwarzkörperspektrum angehoben, da an der Solarzelle eine Spannung der Größenordnung {\displaystyle 1\,V} anliegt. Die Anzahl der freien Ladungsträger und damit die Anzahl der Rekombinationen pro Zeit und somit die Strahlungsleistung steigt gemäß dem Faktor {\displaystyle e^{\frac {q\,U}{k_{\text{B}}T}}\;{\stackrel {U\approx 1V}{\approx }}\;10^{17}}.

Um nun alle Strahlungen miteinander ins Verhältnis zu setzen und auf zu addieren, werden alle drei in einen Plot (siehe rechts) gezeichnet. Hierbei ist zu beachten, dass die ausgehende Strahlung der Solarzelle noch mit dem Faktor 2 multipliziert wurde, da Strahlung auf der Vorder- und Rückseite ausgestrahlt werden kann. Bei beiden eingehenden Strahlungen fällt dieser Faktor weg, da die Solarzelle nur von vorne ankommende Strahlung aufnehmen kann. (Ausnahme hierfür sind bifaziale Solarzellen)
Nun wird die bestmögliche Bandlücke {\displaystyle E_{\mathrm {g} }} gesucht, da jeder einzelne der drei Prozesse durch die entsprechende Wellenlänge {\displaystyle \lambda _{\text{g}}={\frac {hc}{E_{\text{g}}}}} beschränkt ist. In nebenstehendem Plot ist diese Wellenlänge als schwarze Vertikale gekennzeichnet. Oberhalb dieser Wellenlänge und somit unterhalb dieser Energie kann weder eine elektronische Anregung (Strahlungsaufnahme) noch eine elektronische Emission (Strahlungsabgabe) stattfinden (siehe Bändermodell). Es wird nun also diejenige Bandlücke gesucht, bei der die Einträge (grün schraffiert) der Sonne und der Umgebung (vernachlässigbar klein gegenüber der Sonne) maximal groß gegenüber der Strahlungsabgabe der Solarzelle (rot schraffiert) ist.
Die Abhängigkeit des Wirkungsgrades ist in oben stehender Skizze in blau aufgetragen. Die Abweichung zur ersten Skizze kommt aus dem Umstand, dass hierfür statt des exakten Sonnenspektrums ein idealisiertes Schwarzkörperspektrum bei 6000 K als Strahlungsfunktion {\displaystyle f(\nu )} angenommen wurde. Für eine Beleuchtung unter irdischem, unkonzentriertem Sonnenlicht (Sonnenspektrum AM 1,5; Öffnungswinkel 0,5°) ergibt sich ein maximaler Wirkungsgrad von etwa 33,2 % bei einer Bandlücke von 1,34 eV. Wird das Licht mit einer Linse maximal auf die Solarzelle fokussiert (entspricht 46.200 Sonnen), steigt der maximale Wirkungsgrad auf 41 % bei einer Bandlücke von 1,1 eV.
Durch das Verwenden von mehreren absorbierenden Schichten, mit unterschiedlichen Bandlücken, in Tandem-Solarzellen kann der theoretisch maximale Wirkungsgrad auf 66 % gesteigert werden.